# Anton Forsdik
Anton Eric Kevin Samuelsson Forsdik, född 9 maj 2001 på Östermalm i Stockholm, är en svensk skådespelare och producent.
Han har bland annat gestaltat rollen som David i humorserien Sjukt oklar. Han fick även rollen som Victor i dramaserien Dör för dig, som nominerades till Kristallen för Årets ungdomsdrama.
Forsdik nominerades till bästa huvudroll för sin insats i kortfilmen Jordskred. Den belönades även med priset för bästa kortfilm vid International Filmmaker Festival of New York (IFFNY).

## Biografi
Anton Forsdik föddes och växte upp på Östermalm i Stockholm. Han började sin skådespelarkarriär i tidig ålder och debuterade 2012 i kortfilmen Djur jag dödade förra sommaren, som visades på Stockholms filmfestival och Berlin filmfestival.
Forsdik har studerat vid Stockholms konstnärliga högskola och har även framträtt på Dramatens stora scen i rollen som Alexander i Fanny och Alexander. Utöver sitt arbete inom film och TV har han också medverkat i true crime-podden Förhörsrummet vid två tillfällen.

## Karriär
Forsdik har även medverkat i produktioner som Sommaren med släkten, Morden i Sandhamn, Zebrarummet och HBO-serien Lust.
Vid sidan av skådespeleriet har Forsdik producerat filmer för produktionsbolaget Afpitch Studios. Han har bland annat skapat humorserien AKTA, som har turnerat på biografer runt om i Sverige.
År 2023 blev Forsdik ansiktet utåt för Tele2:s reklamkampanj "Brothers", där han spelade storebrorsan.

## Filmografi (i urval)
- 2012 – Djur jag dödade förra sommaren (kortfilm) – Leo
- 2014 – Medicinen – Otto
- 2015 – Gåsmamman (TV-serie) – Tommy
- 2016 – Jag älskar dig – en skilsmässokomedi – Filip
- 2018 – Svansen i kläm (TV-serie) – Benjamin
- 2018–2020 – Sjukt oklar (TV-serie) – David
- 2018–2022 – Morden i Sandhamn (TV-serie) – Sebbe
- 2019 – De dagar som blommorna blommar (TV-serie) – Benny, 15 år
- 2019–2020 – Sommaren med släkten (TV-serie) – Rasmus
- 2021 – Zebrarummet (TV-serie) – Robin
- 2021 – Dör för dig – Victor
- 2022 – Lust (TV-serie) – Alexander
- 2022 – Eagles (TV-serie) – Ung Mats Kroon
- 2023 – Limbo (TV-serie) – Jakob
- 2025 – Lita på mig (TV-serie) – Noel

## Teater

### Roller
| År        | Roll              | Produktion                                                             | Regi            | Teater                 |
| --------- | ----------------- | ---------------------------------------------------------------------- | --------------- | ---------------------- |
| 2015–2017 | Alexander         | Fanny och Alexander Ingmar Bergman                                     | Stefan Larsson  | Dramaten               |
| 2018      | August Strindberg | Människor kommer och människor går Börje Lindström / Jonathan Lehtonen | Anton Forsdik   | Teaterverket           |
| 2022      | Bankman           | Lehmantrilogin Joakim Sten                                             | Carolina Frände | Kulturhuset, Stockholm |